# Janusz Rokicki

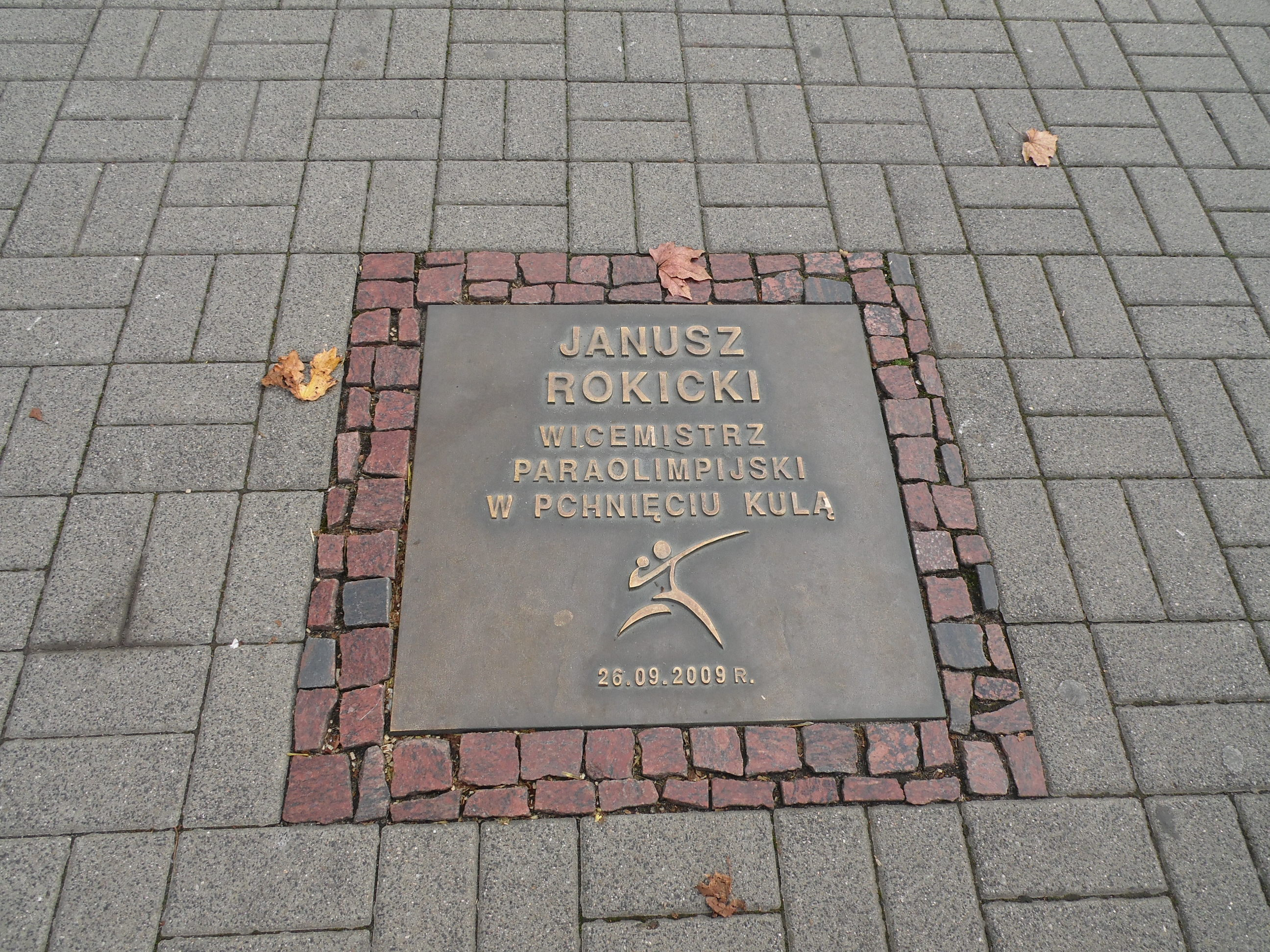
Tablica w Alei Gwiazd Sportu w Wiśle

Janusz Rokicki (ur. 16 sierpnia 1974 w Wiśle) – polski niepełnosprawny lekkoatleta, kulomiot, trzykrotny wicemistrz paraolimpijski (2004, 2012, 2016), mistrz świata i mistrz Europy.

## Życiorys
Był pracownikiem budowlanym. W wieku 18 lat został pobity i okradziony. Napastnicy pozostawili go na torach kolejowych, a jadący po nich pociąg przejechał po jego nogach, co skutkowało koniecznością amputacji obu kończyn dolnych.
Początkowo trenował pływanie, został mistrzem Polski na 100 m stylem klasycznym w swojej kategorii. Później trenował podnoszenie ciężarów, po czym zdecydował się na lekkoatletykę, specjalizując się w pchnięciu kulą i rzucie dyskiem. Został zawodnikiem Miejskiego Ośrodka Sportu i Rekreacji w Cieszynie, szkoląc się u Zbigniewa Gryżbonia.
Trzykrotnie wywalczył wicemistrzostwo paraolimpijskie w swojej kategorii w pchnięciu kulą – w Atenach (2004), Londynie (2012) i Rio de Janeiro (2016). Zdobywał także medale mistrzostw świata i Europy w tej konkurencji, a także medale mistrzostw Europy w rzucie dyskiem. W 2015 po raz pierwszy został mistrzem świata w pchnięciu kulą, a w 2016, 2018 i 2021 zdobywał mistrzostwo Europy w tej konkurencji

## Rekordy
- Rekord mistrzostw świata[6]
  - Pchnięcie kulą (F57) – 14,92 (27 października 2015, Doha)
- Rekord Europy[7]
  - Pchnięcie kulą (F57) – 14,92 (27 października 2015, Doha)
- Rekordy mistrzostw Europy[8]
  - Pchnięcie kulą (F57) – 14,72 (16 czerwca 2016, Grosseto)

## Medale i wyniki na igrzyskach paraolimpijskich
| Rok  | Zawody                   | Miejscowość    | Konkurencja                | Wynik | Pozycja    |
| ---- | ------------------------ | -------------- | -------------------------- | ----- | ---------- |
| 2005 | Mistrzostwa Europy       | Espoo          | Pchnięcie kulą (F58)       | 14,47 | 1. miejsce |
| 2004 | Igrzyska paraolimpijskie | Ateny          | Pchnięcie kulą (F58)       | 14,19 | 2. miejsce |
| 2006 | Mistrzostwa świata       | Assen          | Pchnięcie kulą (F58)       | 14,14 | 2. miejsce |
| 2008 | Igrzyska paraolimpijskie | Pekin          | Pchnięcie kulą (F57/58)    | 13,72 | 4. miejsce |
| 2012 | Mistrzostwa Europy       | Stadskanaal    | Pchnięcie kulą (F56/57/58) | 15,17 | 2. miejsce |
| 2012 | Igrzyska paraolimpijskie | Londyn         | Pchnięcie kulą (F57/58)    | 15,68 | 2. miejsce |
| 2013 | Mistrzostwa świata       | Lyon           | Pchnięcie kulą (F58)       | 14,98 | 2. miejsce |
| 2014 | Mistrzostwa Europy       | Swansea        | Pchnięcie kulą (F57)       | 13,37 | 2. miejsce |
| 2014 | Mistrzostwa Europy       | Swansea        | Rzut dyskiem (F57)         | 41,11 | 2. miejsce |
| 2015 | Mistrzostwa świata       | Doha           | Pchnięcie kulą (F57)       | 14,92 | 1. miejsce |
| 2016 | Mistrzostwa Europy       | Grosseto       | Pchnięcie kulą (F57)       | 14,72 | 1. miejsce |
| 2016 | Mistrzostwa Europy       | Grosseto       | Rzut dyskiem (F57)         | 42,53 | 2. miejsce |
| 2016 | Igrzyska paraolimpijskie | Rio de Janeiro | Pchnięcie kulą (F57)       | 14,26 | 2. miejsce |
| 2017 | Mistrzostwa świata       | Londyn         | Pchnięcie kulą (F57)       | 13,76 | 3. miejsce |
| 2018 | Mistrzostwa Europy       | Berlin         | Pchnięcie kulą (F57)       | 13,90 | 1. miejsce |
| 2021 | Mistrzostwa Europy       | Bydgoszcz      | Pchnięcie kulą (F57)       | 13,90 | 1. miejsce |
| 2021 | Igrzyska paraolimpijskie | Tokio          | Pchnięcie kulą (F57)       | 16,12 | 6. miejsce |

## Odznaczenia i wyróżnienia
- Złoty Krzyż Zasługi (2016)[9][10]
- Srebrny Krzyż Zasługi (2013)[11]
- Tablica w Alei Gwiazd Sportu w Wiśle (2009)[12]